# Apanteles spilosomae
Apanteles spilosomae är en stekelart som beskrevs av De Saeger 1941. Apanteles spilosomae ingår i släktet Apanteles och familjen bracksteklar. Inga underarter finns listade i Catalogue of Life.